# Alice Laciny
Alice Laciny (* 18. Mai 1989 in Wiener Neustadt) ist eine österreichische Entomologin.

## Leben
Nach Schulbesuchen in Wien und San Francisco absolvierte Laciny ab 2007 ein Biologiestudium mit Schwerpunkt Zoologie an der Universität Wien, das sie 2011 mit der Bachelorarbeit Pollensammelverhalten bei Heliconius melpomene (Nymphalidae) abschloss. 2011 folgte ein Zoologiestudium an der Abteilung für theoretische Biologie, wo sie 2014 mit der Masterarbeit Assortative Paarung und Ektoparasitenbefall bei Rhagonycha fulva (Cantharidae) graduierte. 2015 begann ihr Doktoratsstudium unter der Leitung von Hans Leo Nemeschkal, bei dem sie 2019 mit der Dissertation Phenotypic integration and caste characterization in the ant tribe Camponotini zum Ph.D. promoviert wurde.
Von 2011 bis 2014 war sie Tutorin für Erstsemester-Studenten in Biologie an der Universität Wien. 2014 absolvierte sie ein Praktikum am Institut für Parasitologie an der Veterinärmedizinischen Universität Wien. Von August 2014 bis Jänner 2019 war sie technische Assistentin beim Projekt Voluntary Self-Sacrifice in Exploding Ants: a mechanism to defend co-evolved microbiomes? des Wiener Wissenschafts-, Forschungs- und Technologiefonds am Naturhistorischen Museum Wien. Im Februar 2019 erhielt sie ein Postdoc-Stipendium, mit dem sie am Konrad-Lorenz-Institut für Evolutions- und Kognitionsforschung in Klosterneuburg das Projekt EcoEvoDevo in action: Parasite-induced morphologies in ants durchführte.
Seit Oktober 2014 ist sie Redaktionsassistentin der Zeitschrift des Österreichischen Entomologenverbandes (AÖE). Seit März 2017 ist sie Präsidentin des Österreichischen Entomologenverbandes.
Laciny befasst sich mit allgemeinen Fragen der Entomologie, evolutionsbiologischen Aspekten, sexueller Selektion, Parasitologie, Ameisenforschung sowie mit Forensischer Entomologie.
Laciny erstbeschrieb mehrere Ameisenarten in Zusammenarbeit mit Herbert Zettel, darunter Echinopla brevisetosa, Echinopla subtilis, Echinopla fisheri, Echinopla mezgeri, Colobopsis explodens, Echinopla wardi, Echinopla circulus, Echinopla angustata, Echinopla madli, Pristomyrmex pangantihoni, Myrmicaria chapmani, Myrmicaria transversa und Diacamma aureovestitum.